# Оровиллская плотина
Оровиллская плотина (англ. Oroville Dam) расположена на реке Фетер (левый приток реки Сакраменто) к востоку от города Оровилл в штате Калифорния, США.
Каменно-набросная насыпь плотины с наклонным суглинковым противофильтрационным ядром достигает высоты 235 метров. Она играет важную роль в системе водоснабжения штата Калифорния и является самой высокой плотиной в США. Плотина образует водохранилище Оровилл полным объёмом 4,36 км³. Основное значение гидроузла — регулирующее и противопаводковое.
Выработка электроэнергии на подземной обратимой гидроэлектростанции (ГЭС-ГАЭС) Хайат является сопутствующей задачей. Электростанция Хайат имеет шесть гидроагрегатов общей установленной мощностью 645 МВт, три из них являются обратимыми.
В шести километрах ниже по течению реки Фетер находится гидроузел Термалито (англ. Thermalito), выполняющий роль контррегулятора и нижнего бассейна для обратимых гидроагрегатов электростанции Хайат.
Подготовительные работы на месте будущего гидроузла начались в 1957 году. Строительство плотины было начато в 1961 году. В декабре 1964 года недостроенный гидроузел успешно выдержал сильнейший в истории наблюдений паводок. При этом часть паводковых вод была задержана в водохранилище, что снизило ущерб от наводнения ниже по течению. Насыпь плотины завершена в 1967, весь комплекс сооружений был готов в 1968 году. Торжественно открыта 4 мая 1968 года губернатором Калифорнии Рональдом Рейганом.
Владельцем и эксплуатирующей организацией является Департамент водных ресурсов штата Калифорния (англ. Department of Water Resources, DWR).

## Водосбросные сооружения
Максимальный расход воды через гидроагрегаты электростанции Хайат составляет 480 м³/с. Для пропуска избыточной воды плотина оснащена следующими водопропускными сооружениями:

### Основной эксплуатационный водосброс
Находится на правом берегу, представляет собой водоприёмное сооружение с затворами, из которого вода стекает в русло реки Фетер по бетонному жёлобу длиной 930 и шириной 54,5 метра с трамплином на конце. Максимальная пропускная способность основного водосброса — 4247 м³/с.

### Аварийный водосброс
Находится на правом берегу за водоприёмником основного водосброса. До 2017 года ни разу не использовался. Выполнен в виде бетонной переливной стенки длиной 530 метров. Аварийный водосброс не имеет затворов и начинает работать, когда уровень воды в водохранилище превышает высоту переливной грани. Проектным назначением аварийного водосброса является пропуск катастрофических паводков с расчётной частотой повторения один раз в 450 лет. Его максимальная пропускная способность составляет более 13 000 м³/с.
После аварии 2017 года конструкция водосброса дополнена отсечной стенкой длиной 440 метров из буросекущих свай (англ. secant-pile wall) в грунте в 220 метрах вниз по склону от переливной стенки и бетонным покрытием склона между ними, выполненным в виде ступеней, частично гасящих энергию водного потока.

### Речной клапан
Входит в систему подземных тоннелей на левом берегу. Использовался для пропуска вод реки Фетер в процессе строительства плотины. С 1980-х годов использовался для регулирования температурного режима реки в целях соблюдения экологического законодательства. Может использоваться для сброса воды в обход гидроагрегатов электростанции Хайат в аварийной ситуации. Максимальная пропускная способность — 113 м³/с.

## Авария речного клапана в 2009 году
22 июля 2009 года работники гидроузла проводили испытания речного клапана. Когда поток воды через клапан достиг 85 % от максимального, создаваемым им разрежением была обрушена и увлечена в поток разделительная перегородка. Троих рабочих сбило с ног всасываемым в тоннель воздухом, двое из них были увлечены за край рабочей площадки. Один из рабочих серьёзно пострадал от летящих инструментов и частей оборудования, пока цеплялся за повреждённые металлоконструкции. Он получил травму головы, переломы руки и ноги, порезы и ушибы; был госпитализирован на четыре дня. Отдел безопасности и гигиены труда правительства Калифорнии предъявил Департаменту водных ресурсов шесть претензий, пять из которых были квалифицированы как «серьёзные». Две серьёзные претензии в ходе расследования были отозваны, итоговая сумма штрафа составила 76 125 долларов.
В 2012 году для исследования безопасности речного клапана были привлечены независимые эксперты. В связи с прогнозом засухи, в 2014 году был выполнен срочный ремонт клапана. В 2014—2015 годах он использовался для поддержания температурного режима реки Фетер в соответствии с Актом об охране редких видов.
Окончательный ремонт клапана и установка дефлекторного кольца для рассеивания энергии потока при использовании клапана на полной мощности производились в 2016—2017 годах. 16 октября 2017 года, в связи с аварийным состоянием водосбросных сооружений гидроузла, Департамент водных ресурсов включил возможность использования речного клапана в план по контролю уровня водохранилища во время зимнего половодья.

## Авария на водосбросах в 2017 году

### Предпосылки аварийной ситуации
Недостатком конструкции аварийного водосброса являлся слив воды прямо на необорудованный горный склон. В 2005 году это было отмечено тремя экологическими организациями, которые предложили сделать условием очередной сертификации гидроузла укрепление склона ниже аварийного водосброса бетоном во избежание развития эрозии при его работе. Стоимость необходимых работ оценивалась в 100 млн долларов. Это предложение было отклонено Федеральной комиссией по энергетическому регулированию, поскольку правила безопасности гидротехнических сооружений допускают серьёзные повреждения ландшафта при пропуске редких катастрофических паводков.
На основном водосбросе в 2009 и 2013 годах возникали трещины, потребовавшие ремонта. Ремонтные работы были сочтены успешными, в 2014—2016 годах водосброс успешно проходил инспекционную проверку.
В 2017 году основной водосброс использовался с 13 января. В начале февраля 2017 года уровень водохранилища начал быстро расти в связи с сильными дождями, что к 7 февраля вызвало необходимость увеличить расход воды через основной водосброс до 1540 м³/с.

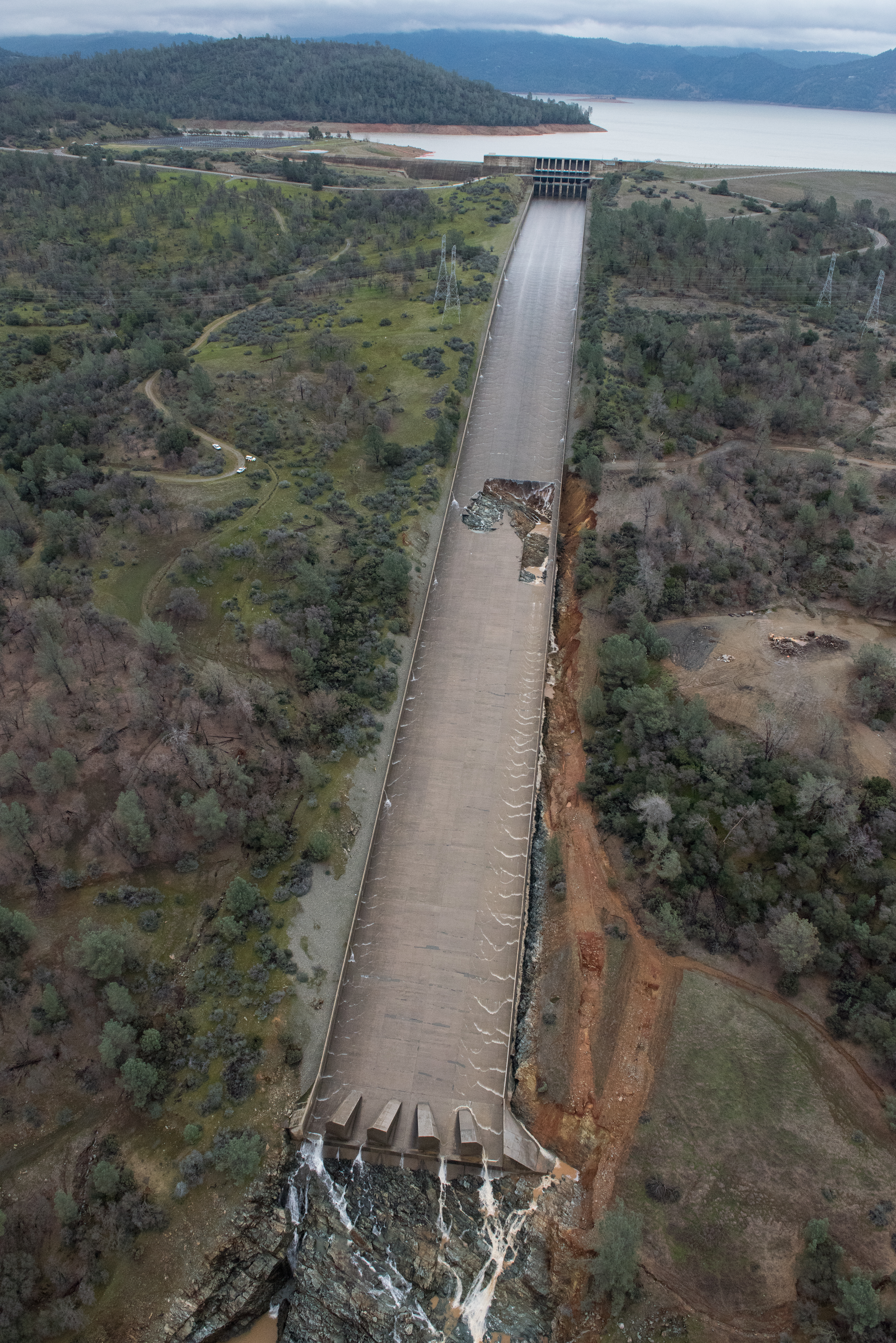
Повреждение лотка водосброса, состояние на 7 февраля

### Авария основного водосброса
7 февраля 2017 года началось разрушение бетонного жёлоба основного водосброса и размывание осадочных пород вокруг него. Пропуск воды через основной водосброс был прекращён для его обследования, которое выявило участок разрушения шириной около 50 и длиной до 100 метров в той части жёлоба, где наблюдались трещины в 2013 году. Подлежащие горные породы были вымыты на несколько метров в глубину, начался размыв склона слева от водосброса. Для испытания возможности дальнейшего использования повреждённого жёлоба, сброс воды по нему был возобновлён в небольшом объёме. Возникла вероятность введения в действие аварийного водосброса, для чего 8 февраля началась расчистка склона под ним и укрепление подножия переливной стенки насыпью из валунов, скреплённых бетоном.
Резкий рост приточности 9 февраля вынудил повысить расход воды через повреждённый водосброс до 1840 м³/с, в результате чего продолжились разрушение его жёлоба и размыв прилегающего склона. Обломки бетона и горных пород сформировали в русле реки Фетер отмель, которая препятствовала оттоку воды от электростанции Хайат. Вечером того же дня электростанцию пришлось остановить. Значительно повысившаяся мутность воды нанесла ущерб рыбоводному заводу, расположенному ниже по течению реки.

10 февраля высокая приточность сохранялась, в результате чего ввод в действие аварийного водосброса был признан неизбежным. Расход воды через повреждённый основной водосброс снизили до 1557 м³/с, чтобы уменьшить его дальнейшее разрушение.
11 февраля 2017 года

### Развитие аварийной ситуации
Утром 11 февраля вода пошла через гребень аварийного водосброса. Эрозия грунта на склоне оказалась значительно сильнее ожидаемой и сопровождалась образованием крупных промоин, опасно приближавшихся к основанию переливной стенки. Подмыв и обрушение последней могли привести к катастрофическому сливу части водохранилища. В этих обстоятельствах сохранность повреждённого основного водосброса в расчёт уже не принималась, и расход воды через него был увеличен до 2831 м³/с.
Тем не менее, сработка водохранилища ниже гребня аварийного водосброса требовала времени, в течение которого размыв склона под ним продолжался. Существовала также опасность, что разрушение основного водосброса будет распространяться вверх вплоть до водоприёмного сооружения. Поэтому 12 февраля было принято решение об эвакуации населения ниже по течению, которое могло пострадать в случае катастрофического развития ситуации. Эвакуация затронула около 200 тысяч человек.

### Разрешение кризиса
Слив воды через аварийный водосброс прекратился вечером 12 февраля. На следующий день начались работы по выравниванию и укреплению склона под ним, но дальнейшая эксплуатация аварийного водосброса без проведения серьёзных ремонтно-восстановительных работ была невозможна.

Сработка водохранилища продолжалась через повреждённый основной водосброс. К счастью, распространения его повреждений вверх по склону не произошло. Ниже участка первоначального повреждения сформировались большая яма размыва и глубокий овраг слева от бывшего расположения водосброса. Благодаря стабилизации обстановки обязательная эвакуация населения была отменена 14 февраля, но предупреждение о готовности к эвакуации оставлено в силе. Снижение приточности позволило постепенно снизить расход воды, на 23 февраля он составлял 1415 м³/с.

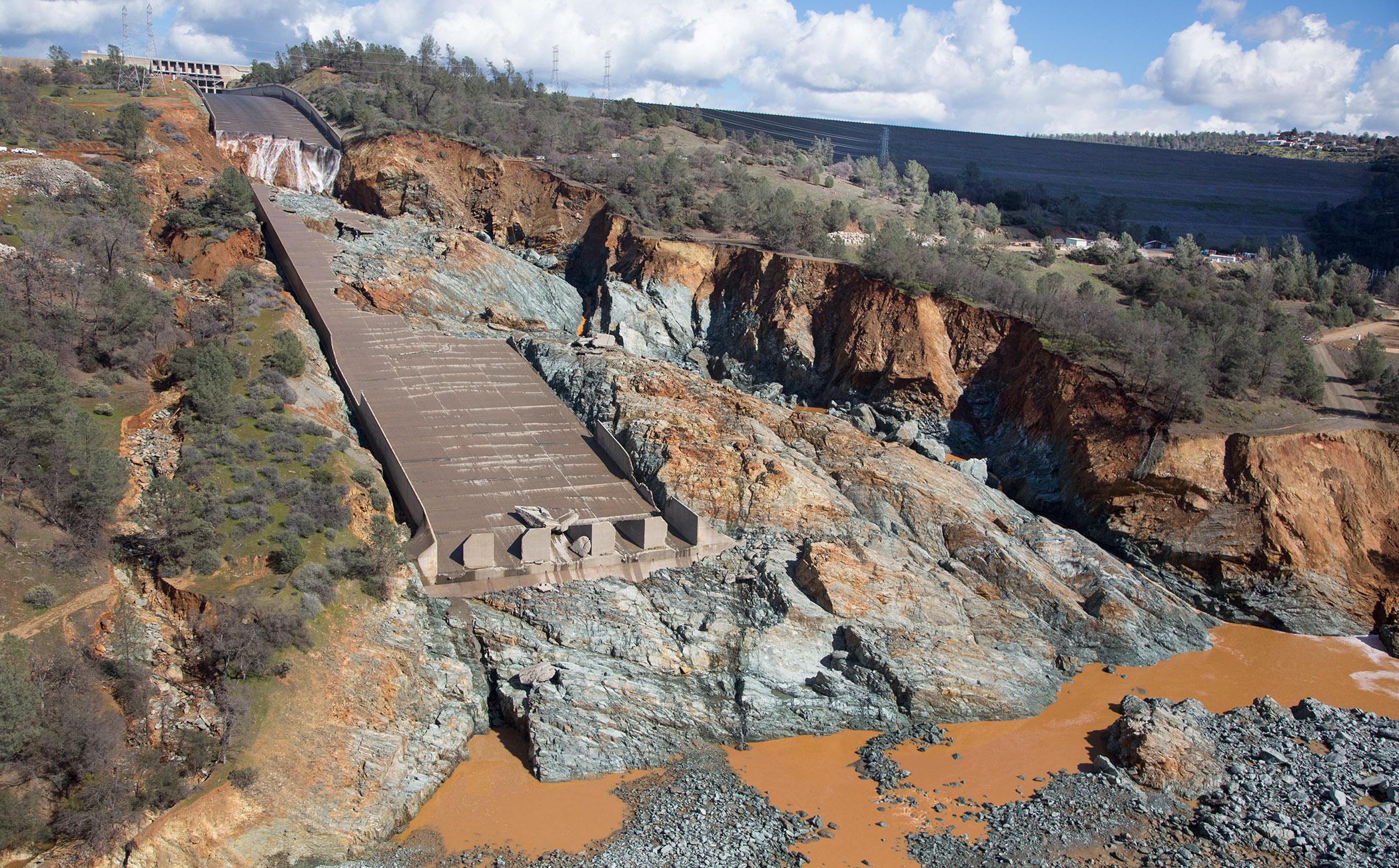
Состояние основного водосброса 27 февраля 2017

27 февраля снижение уровня водохранилища позволило прекратить спуск воды через повреждённый основной водосброс и приступить к расчистке завала в русле реки Фетер. К этому времени жёлоб водосброса ниже места аварии был практически полностью разрушен. Основание верхней его части над ямой размыва закрепили бетоном. Из-за прекращения сброса произошло резкое падение уровня воды в реке, что вызвало оползни на её берегах и образование изолированных водоёмов, из которых пришлось спасать большое количество молоди ценных пород рыбы. 3 марта были запущены гидроагрегаты электростанции Хайат.
С 17 по 27 марта был возобновлён сброс воды через повреждённый основной водосброс, чтобы снизить уровень водохранилища и проверить возможность использования водосброса в период весеннего снеготаяния. При расходе воды 1133 м³/с дальнейшего разрушения конструкции не происходило. 22 марта было отменено предупреждение о готовности к эвакуации. Департамент водных ресурсов приступил к разработке плана ремонта водосбросных сооружений, чтобы обеспечить их безопасную эксплуатацию к 1 ноября 2017 года.

### Ремонтно-восстановительные работы
Восстановление и усовершенствование водосбросных сооружений Оровиллской плотины после аварии заняло более двух лет. Первоначальный контракт на ремонтные работы на сумму 275,4 млн долларов получила Kiewit Infrastructure West Co., являющаяся подразделением Kiewit Corporation, одной из крупнейших в мире строительных компаний. На 5 сентября 2018 года общая стоимость ремонта и реконструкции водосбросных сооружений, с учётом выполненных и запланированных работ, оценивалась в 1,1 млрд долларов.

#### 2017 год
19 мая было завершено использование повреждённого основного водосброса для пропуска весеннего половодья и создания запаса свободной ёмкости водохранилища. Это позволило начать ремонтно-восстановительные работы на основном водосбросе.
К 1 ноября 2017 года верхний участок жёлоба длиной около 220 метров был отремонтирован, а следующий за ним 265-метровый участок и нижняя часть жёлоба длиной 105 метров — полностью перестроены. Средняя часть жёлоба длиной 320 метров была восстановлена в виде временной конструкции из укатываемого бетона. Дальнейшие работы на основном водосбросе были отложены на следующий год в связи с наступлением сезона дождей.
Одновременно производились работы по укреплению склона ниже аварийного водосброса для уменьшения эрозии в случае его последующего использования. В 220 метрах вниз по склону от переливной стенки начали возведение в грунте отсечной стенки из буросекущих свай. Длина отсечной стенки 440 метров, заглубление от 10 до 20 метров.

#### 2018 год
Возведение отсечной стенки в грунте ниже аварийного водосброса было завершено 7 марта. С 28 февраля начались работы по покрытию склона между гребнем водосброса и отсечной стенкой укатываемым бетоном. К концу октября были завершены покрытие склона и создание подпорки под стеной аварийного водосброса из укатываемого бетона. Продолжались работы над покрытием из армированного бетона в месте соединения подпорки с переливной стенкой.
Реконструкция основного водосброса продолжилась 8 мая, после окончания периода весеннего половодья. К 31 октября основная часть работ была завершена. Департамент водных ресурсов сообщил, что водосброс при необходимости будет готов к использованию с 1 декабря. Новая конструкция в сравнении со старой значительно усилена.

#### 2019 год
Департамент водных ресурсов сообщил об окончании ремонтных работ на водосбросных сооружениях в пресс-релизе от 19 января 2019 года. Реконструированный основной водосброс был впервые введён в действие 2 апреля 2019 года.

### Оценка аварии и её причин
По мнению главного эксперта российской компании «РусГидро» Ивана Владимировича Сливы, авария на водосбросных сооружениях оровиллского гидроузла является одной из серьёзнейших гидротехнических аварий XXI века. Непосредственной её причиной он считает образование пустот в основании лотка основного водосброса путём суффозии грунта фильтрующейся водой. Дополнительными факторами, по его мнению, стали недостаточность инженерно-геологического исследования повреждений водосброса во время ремонта 2013 года и экономия на обустройстве аварийного водосброса.

## Комментарии
1. ↑  Названа по имени инженера Эдварда Хайата (англ. Edward Hyatt), который в 1927—1950 годах руководил Отделом водных ресурсов в Департаменте общественных работ штата Калифорния[2]
2. 1 2  Если смотреть вниз по течению.
3. ↑  В ходе пропуска половодья временно отремонтированный водосброс не использовался благодаря усиленной сработке водохранилища через гидроагрегаты электростанции Хайат[36].